# Nellina Pistolessi
Nellina Pistolessi (Madrid, 1926-9 de mayo de 2024) fue una pintora española.

## Trayectoria
Pistolessi, de origen italiano, estudió entre 1945 y 1950 en la Escuela Superior de Bellas Artes de San Fernando de Madrid, donde conoció y trabó amistad con la pintora Juana Francés. Formó parte de una generación de artistas que siguió creando durante la posguerra española. Se casó con el también pintor Francisco García Abuja.
Comienza pintando con trazos de color muy definidos y, con el tiempo, su paleta se oscurece, predominando los tonos grises y ocres. Usa el cine, las revistas, los libros o los periódicos para abordar las dificultades de comunicación entre mujeres y hombres, la pérdida de la inocencia, la soledad o el paso del tiempo. De todo ello nos hablan, en sus cuadros, las calles, los caminos, los coches, los trenes, los ascensores, los bares, los rostros de las personas. Su obra es, en parte, un intento de recuperación de la memoria.
Expone de manera individual y colectiva desde el año 1953, tanto en Europa como en América. Participó en la exposición colectiva 'Artistas de hoy' en la galería de la librería Fernando Fe en 1954, junto a artistas como Luis Feito, Francisco Farreras o Juan Lara.
En el año 2016 se celebra su exposición 'Nellina Pistolesi. Pintura del siglo XXI'  en la Galería Magda Bellotti  en el marco de la Bienal Miradas de Mujeres de la Asociación Mujeres en las Artes Visuales (MAV).

## Reconocimientos
- Premio Francisco Alcántara, 1960[4]
- Beca de la Fundación Juan March, 1966[4]